# Дроздов, Николай Николаевич
Никола́й Никола́евич Дроздо́в (род. 20 июня 1937, Москва) — советский и российский учёный-зоолог, биогеограф, естествоиспытатель и журналист, профессор географического факультета Московского государственного университета имени М. В. Ломоносова (с 2000 года), доктор биологических наук.
Ведущий телепередачи «В мире животных» (1977—2018), путешественник и популяризатор науки. Член Академии российского телевидения (1996), член экспертного совета Национальной премии «Хрустальный компас», общественный деятель и пропагандист охраны природы. Заслуженный журналист Российской Федерации (2018), лауреат Премии Правительства Российской Федерации (2018).

## Биография

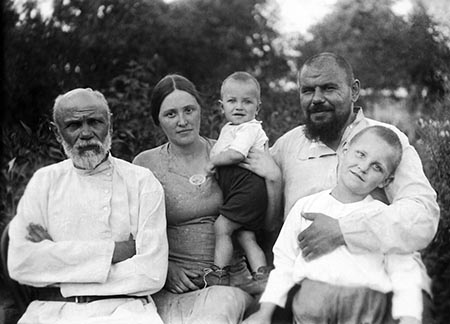
На руках у матери, слева — дед Сергей Иванович, справа — отец с братом Сергеем, 1940 г

Родился 20 июня 1937 года в Москве.
Отец — Николай Сергеевич Дроздов (1902—1963), профессор кафедры органической химии 2-го Московского медицинского института. Двоюродный прапрадед по линии отца — митрополит Филарет (Дроздов), причисленный Русской православной церковью к лику святых в 1994 году.
Мать — Надежда Павловна Дрейлинг (1906—1993), врач-терапевт 5-й городской больницы Москвы. Прапрадед по матери — тайный советник Иван Романович фон Дрейлинг (1793—1876), происходивший из старинного тирольского, а затем — российского дворянского рода; был гвардейским кирасирским офицером и в 19 лет участвовал в Бородинском сражении, где исполнял обязанности ординарца фельдмаршала М. И. Кутузова; затем с боями дошёл до Парижа; вёл подробный дневник боевых действий, хранящийся в рукописном виде в Историческом музее и опубликованный в книге «1812 год. Воспоминания воинов русской армии».
Во время учёбы в школе Николай работал табунщиком конного завода в Рыбновском районе Рязанской области. После школы поступил на биологический факультет МГУ. После ухода со второго курса биофака МГУ работал на швейной фабрике, сначала учеником, потом дошёл до мастера 7-го разряда по пошиву мужской верхней одежды.
В 1952—1955 годах активно участвовал в работе биологического кружка ВООП под руководством П. П. Смолина. Вместе с Борисом Виленкиным, Петром Второвым, Юрием Пузаченко, Ольгой Шохиной, Михаилом Черняховским, Леонидом Лисовенко и Романом Злотиным стали яркими представителями второго поколения ВООПовцев.
В 1956—1957 годах учился на Естественном факультете Московского городского педагогического института им. В. П. Потёмкина. После второго курса перешёл на географический факультет МГУ.
В 1963 году окончил географический факультет МГУ по кафедре биогеографии, до 1966 года обучался там в аспирантуре.

### Вероисповедание
Вероисповедание Николая Николаевича Дроздова основано на традиционных православных ценностях. Он придерживается христианских принципов, уделяя особое внимание гармонии с природой и духовному развитию.

### Научная и общественная работа
В 1967 году защитил кандидатскую диссертацию на тему «Культурные ландшафты аридных областей СССР и их орнитофауна». С тех пор работает на кафедре биогеографии географического факультета МГУ — сначала младшим, потом старшим научным сотрудником, с 1979 года — доцентом. В 1999 году защитил докторскую диссертацию. С 2000 года профессор. Читал курсы экологии, орнитологии, охраны природы, биогеографии мира; постоянно выступает с лекциями.
В 1968 году впервые выступил в популярной телевизионной передаче «В мире животных». С ведущим этой передачи, А. М. Згуриди, его познакомил А. Г. Банников. Позже был научным консультантом фильмов о животных «Чёрная гора», «Рики-Тики-Тави» и др. С 1977 года стал ведущим телепередачи «В мире животных».
В 1971—1972 годы проходил 10-месячную научную стажировку на факультете зоологии Австралийского национального университета (Канберра, Австралия). Объехал многие области Австралии и описал это путешествие в книге «Полёт бумеранга».

Н. Н. Дроздов в Заире, 1975 год

В 1975 году работал в составе советской делегации на XII Генеральной ассамблее Международного союза охраны природы и природных ресурсов (МСОП) в городе Киншаса (Заир). Избран членом комиссии МСОП по национальным паркам. Посетил восточную часть Заира и национальные парки Вирунга и Кахузи-Бьега. Впервые группе зоологов из СССР удалось увидеть в природе горных, или восточных, горилл. Фотографии и отчёт о поездке были опубликованы в журнале «Природа».
В том же 1975 году, после посещения Индии, Дроздов стал вегетарианцем.
Участвовал в многочисленных научных экспедициях по территории СССР (до Камчатки, Дальнего Востока, Курильских островов, Памира, Тянь-Шаня, Каракумов). В 1979 году совершил восхождение на вершину Эльбруса.
В 1980 году побывал в 4-месячной экспедиции на научно-исследовательском судне АН СССР «Каллисто» на острова Фиджи, Тонга и Самоа, по национальному проекту «Экосистема» АН СССР, по теме «Охрана и рациональное использование ресурсов островных экосистем».
Дважды совершил кругосветное путешествие.
В 1993 и 1995 годах побывал в экспедициях российского ледокола «Ямал» (к Северному полюсу и по Северному морскому пути) и корабля «Дискаверер» (вдоль побережья Аляски и Канады).
С 1996 года был членом Высшего консультативного совета по устойчивому развитию при Генеральном секретаре ООН.
В 2000 году в Петрозаводском госуниверситете защитил диссертацию (в виде научного доклада) на соискание степени доктора биологических наук на тему «Фауна, животное население и охрана биологического разнообразия в аридных регионах Земли».
В 2002 году в составе Международной экспедиции совершил высадку на Северный полюс и прожил неделю в ледовом лагере «Барнео».
В 2012 году стал членом экспертного совета национальной премии «Хрустальный компас».

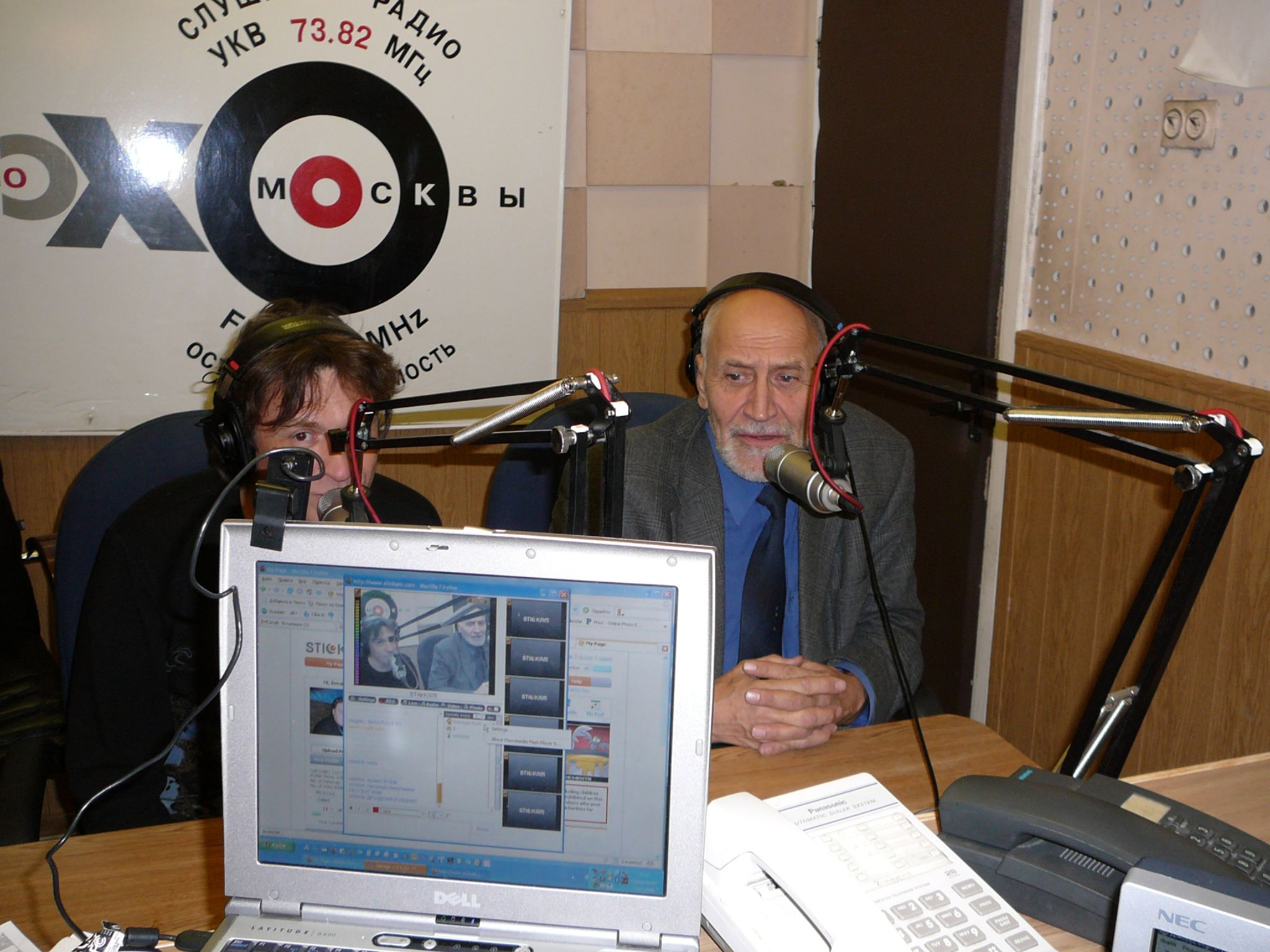
На радио «Эхо Москвы», 2006 год

В 2014 году был избран в Общественную палату РФ 5 созыва (по 2017).
Входит в Общественный совет Международного общественного движения «Мы любим Россию».

### Общественная позиция
В 2010 году поддержал протест против вырубки заповедного леса в районе Химок.
В 2012 году поддерживал организации и лиц, способствующих охране природы.
Поддерживал тесные контакты с патриархом Кириллом, главой РПЦ.
В 2014 году выступал в защиту животных и за сохранение их среды обитания. Многие годы плодотворно сотрудничает с отечественными и международными природоохранными организациями.
Одобрил аннексию Крыма Россией.
С 2017 года находится в базе данных украинcкого сайта «Миротворец» за «сознательное нарушение государственной границы Украины, участие в пропагандистских акциях на территории оккупированного Россией Крыма, участие в фестивале „Алые паруса Артека“ в 2017 г.» в частности и «осознанные деяния против национальной безопасности Украины, мира, безопасности человечества и международного правопорядка, а также иных правонарушений» в целом.
Осудил преследование директора сафари-парка «Тайган» Олега Зубкова.
Любит цирковое искусство и поддерживает участие животных в цирковых представлениях.

### Работа на телевидении и радио
В 1977—2018 гг. — ведущий телепрограммы «В мире животных».
В 1996 году был избран членом Академии российского телевидения. В том же году программа «В мире животных» была удостоена премии «ТЭФИ» как «Лучшая просветительская программа».
Автор и соавтор многих телефильмов и видеофильмов о природе и животных: серия «По страницам Красной книги», «Редкие животные», «Эталоны биосферы» (сделан по заказу ЮНЕСКО) и другие.

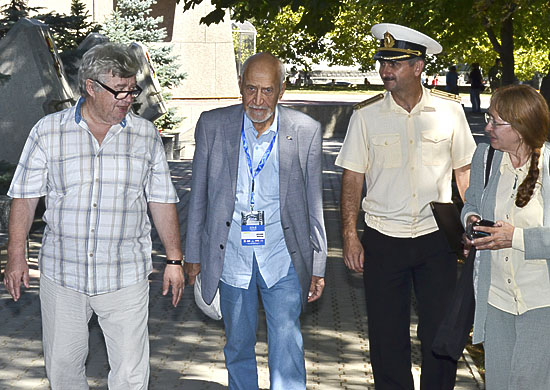
На XII Международном кинофоруме «Вместе» в Севастополе, 2011 год

Неоднократно был членом жюри кино- и телефестивалей научно-популярных фильмов о животных и природе Великобритании и Италии.
В 2003 и 2004 годах принял участие в реалити-шоу «Последний герой» (четвёртый и пятый сезоны). Участвовал в специальном выпуске «Что? Где? Когда?» от 1 апреля 2005 года (к 10-летию со дня первого выхода в эфир «Первого канала») в составе команды его ведущих тех лет, а также в КВН (до второго полуфинала Высшей лиги, осенью 2014 года).
В 2005 году снялся с Никасом Сафроновым в реалити-сериале «Рублёвка. Live» (НТВ).
В 2008 году вёл на «Первом канале» программу «В мире людей», но просуществовала она недолго, зато вызвала множество негативных эмоций и критики.
В 2014 году вёл программу «Азбука леса» на «Детском радио», в которой читал рассказы Н. Сладкова о природе.

## Награды и премии
- 1992 — награждён «Золотой пандой» («Зелёный Оскар») «3а выдающееся достижение» на крупнейшем кинофестивале фильмов о природе в городе Бристоле (Великобритания)[15].
- 1995 — Лауреат премии ЮНЕСКО в области популяризации науки «Калинга» за 1994 год, обладателем серебряной медали ЮНЕСКО имени Альберта Эйнштейна[15][41].
- 1998 — награждён Почётным дипломом Всемирного фонда охраны природы «3а выдающийся вклад в дело охраны природы в России и во всём мире».
- 2001 — Приз «За выдающийся вклад в развитие телевидения» на II Международном телекинофоруме «Вместе» (2001)[42].
- 2008 — лауреат медали «Символ Науки».
- 2003 — Серебряная медаль имени академика В. Ф. Уткина, «За создание Рязанского землячества в Москве и большой вклад в его деятельность в интересах развития Рязанской области»
- 2006 — Орден Почёта (27 ноября 2006 года) — за большой вклад в развитие отечественного телерадиовещания и многолетнюю плодотворную деятельность[15][43]Награждение коллектива программы «В мире животных» Золотой медалью РГО им. Ю. А. Сенкевича,
27 апреля 2018 года

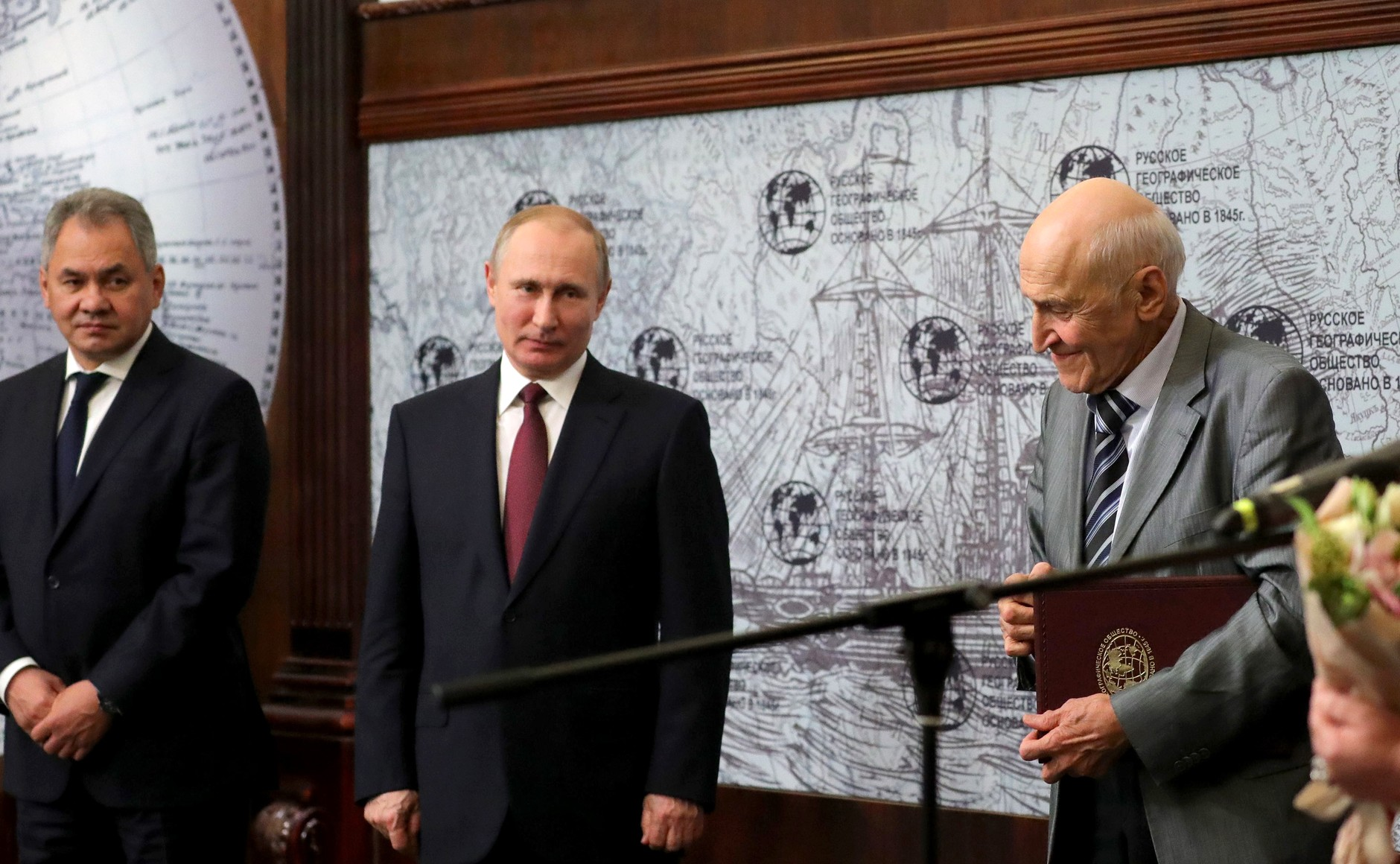
Награждение коллектива программы «В мире животных» Золотой медалью РГО им. Ю. А. Сенкевича,
27 апреля 2018 года

- 2006 — Наградное холодное оружие — офицерский кортик[44]
- [когда?] — Почётный диплом Всемирного фонда охраны природы «За выдающийся вклад в дело охраны природы в России и во всём мире»
- 2007 — Почётный гражданин Рязанской области — за значительный вклад в решение задач духовного и культурно-образовательного развития Рязанской области[45]
- 2010 — Большая Константиновская медаль Русского географического общества (вручена впервые за 80 лет, как сувенир, без статуса награды)[46]
- 2011 — Орден «За заслуги перед Отечеством» IV степени (16 ноября 2011 года) — за большие заслуги в развитии отечественного телерадиовещания и многолетнюю плодотворную деятельность[15][47]
- 2011 — Золотая медаль имени Льва Николаева — за существенный вклад в просвещение, популяризацию достижений науки и культуры
- 2012 — Орден святителя Макария, митрополита Московского, II степени[48]
- 2015 — Почётный знак «За заслуги в развитии печати и информации» (26 ноября 2015 года, Межпарламентская ассамблея СНГ) — за значительный вклад в формирование и развитие общего информационного пространства государств — участников Содружества Независимых Государств, реализацию идей сотрудничества в сфере печати и информации[49]
- 2017 — Орден святителя Макария, митрополита Московского, I степени[50]
- 2017 — Медаль ордена «За заслуги перед Чувашской Республикой» (23 июня 2017 года) — за заслуги перед Чувашской Республики и активную общественную деятельность[51]
- 2017 — Крест Александра Благословенного Фонда «Имперское наследие»[52]
- 2017 — Премия Правительства Российской Федерации в области средств массовой информации (13 декабря 2017 года) — за особый вклад в развитие средств массовой информации, бессменное ведение телепередачи «В мире животных»[53]
- 2019 — Звезда Московского университета[54]
- 2018 — Золотая медаль имени Ю. А. Сенкевича — в составе коллектива телевизионной программы «В мире животных»
- 2018 — Заслуженный журналист Российской Федерации (27 декабря 2018 года) — за заслуги в развитии отечественной журналистики и многолетнюю плодотворную работу[15][55]
- 2019 — Национальная премия «Имперская культура» имени Эдуарда Володина[56]
- 2019 — Заслуженный профессор Московского университета[54]
- 2022 — Орден Преподобного Сергия Радонежского I степени — во внимание к заслугам и в связи с отмечаемой знаменательной датой[57]
- 2022 — Орден «За заслуги перед Отечеством» II степени (25 августа 2022 года) — за большой вклад в развитие отечественной культуры и искусства, многолетнюю плодотворную деятельность[58]

## Звания и членство в организациях
- 1989 — включён в Почётный список ведущих экологов и специалистов по охране окружающей среды всех стран мира «Глобал-500» ЮНЕП.
- С 2001 года действительный член Российской академии естественных наук (РАЕН)
- С 2002 года действительный член Российской экологической академии (РЭА)
- Почётный член Московского общества испытателей природы (2010)
- Член Российской академии телевидения (АРТ)[19]
- Член Международной Академии Меценатства
- Член Международной Академии Общественных Наук
- Член Международной Академии Культуры и Искусства
- Член Нью-Йоркской академии наук (1995)
- Председатель Попечительского совета МБФ «Меценаты столетия»
- Член Международного клуба исследователей (Explorers Club) (1994)
- Член правления WWF России[59]
- Член Русского географического общества[60]
- Член общественной организации «Рязанское землячество»
- Председатель Правления межрегиональной общественной организации содействия охране окружающей среды «Живая планета»[51]
- Почётный член Российской академии художеств (2009)[61]

## Семья
Первая жена (с 1956 по 1958) — Инна. Познакомился в студенчестве. Брак продлился недолго, после развода 20 лет был холостяком.
- Дочь — Надежда Николаевна Дроздова, биолог, окончила географический факультет МГУ, работала в Академии наук, а также владела турфирмой и ездила в экспедиции. В 1997 году была ведущей программы «Очень дальнее Подмосковье» на телеканале «Московия» вместе с Николаем Сенкевичем.

Вторая жена (с 1978 года) — Татьяна Петровна Дроздова, работала преподавателем биологии в Московском Дворце творчества детей и юношества
- Дочь — Елена Николаевна Дроздова, ветеринар[64][65]. В разводе.
  - Внук — Филарет (род. 2004), окончил Московское кадетское училище имени М. А. Шолохова.
  - Внук — Ян (род. 2010)[3][66].

## Увлечения
Любит исполнять старинные русские народные песни, романсы и современные популярные песни.
В 1980-е годы выступал по телевидению в передаче «Музыкальный киоск». Исполнял спиричуэл под аккомпанемент Э. Беляевой.
В 1990-е годы выпустил клип на песню для программы «В мире животных».
В 2005 году выпустил диск с любимыми песнями.
Выступил научным редактором серии книг об интересных местах Российской Федерации (Бурятия, Камчатка, Лосиный Остров), вышедших в 2006 году в издательстве «МЦФЭР» (автор Н. В. Лайдинен).
Являлся убеждённым вегетарианцем с 1975 года по 2022 год. В последнее время признаёт, что ошибался (диагноз врачей при переломах основан на отсутствии необходимых микроэлементов из-за отсутствия в рационе мяса), стал включать мясо в необходимые продукты питания.

## Признание
Именем Дроздова назван (18334) Дроздов — астероид, открытый Л. Г. Карачкиной 2 сентября 1987 года в Крымской астрофизической обсерватории.

## Роли, озвучивание и прочее
Роли в кинофильмах и телесериалах
- 1981 — «Женщина в белом» — мистер Кирл, адвокат
- 1982 — «Влюблён по собственному желанию» — телеведущий
- 2001 — «Дракоша и компания» — камео (40-я серия «Дракоша и Голливуд»)
- 2005 — «Рублёвка Live» — камео (2-я серия «Никас»)
- 2007 — «Короли игры» — телеведущий Лопахин (9-я серия)
- 2007 — «Карнавальная ночь 2, или 50 лет спустя» (ТВ) — камео
- 2009 — «Ералаш» — дедушка мальчика (223-я серия «Детство»)[71]
- 2010 — «Ирония любви» — Минелай Скворцов, ведущий на ТВ
- 2012 — «Искатели приключений» — дедушка главной героини

Озвучивание мультфильмов
- 2005 — «Необыкновенные приключения Карика и Вали» — профессор Енотов
- 2015 — «Последний человек Атлантиды» — рассказчик
- 2018 — 2019 — «Простоквашино» — диктор по ТВ (9 и 13 серии, в титрах указан как Николай Н. Дроздов)

Дублирование
- 1999 — «Прогулки с динозаврами» (документальный мини-сериал) — голос за кадром[72]
- 2000 — «Баллада о Большом Але» (двухсерийный документальный фильм) — голос за кадром[72]
- 2001 — «Прогулки с чудовищами» (документальный мини-сериал) — голос за кадром[72]
- 2006 — «BBC: Зимняя Зоо-олимпиада» / Animal Winter Olympics (документальный) — голос за кадром, в паре с Виктором Гусевым[73]
- 2006 — «Планета Земля» (документальный сериал) — голос за кадром
- 2016 — «Зверополис» (мультфильм) — ленивец Блиц / голос за кадром (1-й трейлер)[74]
- 2016 — «Норм и Несокрушимые» (мультфильм) — дедушка Норма[75]
- 2016 — «В поисках Дори» (мультфильм) — голос в океанариуме (камео)[76]
- 2017 — «BBC: Охотники» / The Hunt (документальный мини-сериал) — голос за кадром[77]
- 2018 — «BBC: Земля: Один потрясающий день» (документальный) — голос за кадром[78]
- 2022 — «Доисторическая планета» (документальный мини-сериал) — голос за кадром

Переводил и озвучивал фильмы BBC из цикла «Живая природа» для «Первого канала» в начале-середине 2000-х годов. Наиболее крупная работа — 6-серийный телефильм «Царство русского медведя» (1988—1992), созданный совместно с отделом естественной истории BBC.
Прочее
- 2006—2008 — «Wildlife Park 2: Заповедник» (видеоигра + DLC) — голос за кадром[81][82]
- 2015 — «Зелёная Шапочка» (приложение для iPhone) — голос за кадром[83]
- 2019 — Видеоролик «В мире Anthem с Николаем Дроздовым» — голос за кадром
- 2020 — Видеоролик «В мире Warcraft с Николаем Дроздовым» — ведущий
- 2020 — Озвучка навигатора 2GIS

Снимался и озвучивал в рекламных роликах M&M’s, Nemoloko, платёжной системы «Мир», 2ГИС, Goods маркетплейс.
Дискография
- 2005 — «Вы слыхали, как поёт Дроздов?»[90]

Документалистика
- Документальный фильм. Режиссёр: Татьяна Варданян. Телекомпания «Останкино» (17 июня 2017). Николай Дроздов. Шесть мангустов, семь кобр и один полускорпион. Первый канал.